# Perica Bukić
Perica Bukić (Šibenik, 20. veljače 1966.), hrvatski vaterpolist i političar. U karijeri je ukupno osvojio 40 odličja. Dvostruki je olimpijski pobjednik (Los Angeles 1984. i Seoul 1988.), dvostruki prvak svijeta, te četverostruki klupski prvak europe.
Igrao za klubove: Solaris iz Šibenika, "Mladost" Zagreb, i Jadran iz Splita. Nakon igračke karijere postaje direktor HAVK Mladosti. Od 2000. do 2005. godine kao najtrofejniji hrvatski olimpijac obnašao je dužnost predsjednika Hrvatskog kluba olimpijaca. Godine 2004. je izabran za predsjednika Hrvatskog vaterpolskog saveza, a dužnost je obnašao do 2010 godine.
Perica Bukić bio je aktivan i u politici: član je Hrvatske demokratske zajednice te je u dva mandata bio zastupnik u Hrvatskom saboru.
Dvostruki je dobitnik Državne nagrade za šport "Franjo Bučar", 1991. osobno i 1996. kao član reprezentacije.
S puno uspjeha igrao je na reprezentativnom planu, gdje je osvojio i tri olimpijske medalje. Za reprezentaciju bivše SFRJ je odigrao 32 susreta.
Godine 2008. primljen je u Međunarodnu Kuću slavnih vodenih športova. Peričin sin Luka također je vaterpolist i od Mediteranskih igara 2013. hrvatski reprezentativac.